# Ikarus 281
Ikarus 281 — городской сочленённый среднеприводный автобус особо большой вместимости, выпускавшийся с 1978 по 1993 год венгерской фирмой Ikarus. Являлся праворульной версией Ikarus 280.

## Описание
В 1974 году венгерская фирма Ikarus поставила в Танзанию 32 автобуса Ikarus 280.99 с правым рулём. Прототип автобуса был презентован в 1978 году, а к 1993 году было выпущено, в общей сложности, 165 экземпляров, которые поступили в Мозамбик, Танзанию, Индонезию и в Новую Зеландию.

## Технические характеристики
Ikarus 281 оснащён шестицилиндровым дизельным двигателем Raba-MAN D2156 HM6U рабочим объёмом 10350 см3, мощностью 142 кВт (192 л. с.) и крутящим моментом 696 Н·м при 1300 об/мин или же двигателем Raba-MAN D2356 HM6U объёмом 10690 см3, мощностью 162 кВт (220 л. с.) и крутящим моментом 765 Н·м. В основном, двигатель сочетался в паре с двухступенчатой автоматической трансмиссией Praga 2M70.

## Заводские модификации
| Тип                     | Годы производства | Страна          | Формула дверей  | Экземпляры      |                 |
| Опытные образцы         | Опытные образцы   | Опытные образцы | Опытные образцы | Опытные образцы | Опытные образцы |
| ----------------------- | ----------------- | --------------- | --------------- | --------------- | --------------- |
| 281.K1                  | 1978              | Новая Зеландия  | 4+0+4+4         | 1               |                 |
| 281.K2                  | 1978              |                 |                 | 1               |                 |
| 281.K3                  | 1978              | Индонезия       | 4+0+4+4         | 1               |                 |
| 281.01 (40 экземпляров) |                   |                 |                 |                 |                 |
| 281.01                  | 1980—1993         | Танзания        | 4+0+4+4 2+0+2+2 | 40              |                 |
| 281.02 (121 экземпляр)  |                   |                 |                 |                 |                 |
| 281.02                  | 1978—1993         | Мозамбик        | 4+0+4+4         | 51              |                 |
| 281.02                  | 1980—1993         | Мозамбик        | 4+0+4+4         | 70              |                 |
| 281.03 (4 экземпляра)   |                   |                 |                 |                 |                 |
| 281.03                  | 1983—1993         | Мозамбик        | 2+0+2+2         | 3               |                 |
| 281.03                  | 1993              | Индонезия       | 2+2+2+2         | 1               |                 |